# 167875 Kromminga
167875 Kromminga è un asteroide della fascia principale. Scoperto nel 2005, presenta un'orbita caratterizzata da un semiasse maggiore pari a 2,3193809 UA e da un'eccentricità di 0,1292938, inclinata di 5,00244° rispetto all'eclittica.
L'asteroide è dedicato allo statunitense Albion Kromminga, professore di fisica al Calvin College dal 1965 al 1996.